# Infarct renal
Infarctul renal este o afecțiune a aparatului urinar care constă în necroza ischemică a parenchimului renal, produsă prin obstrucția unui ram arterial, cauzată de un tromb sau un embol, principalele cauze fiind: trombembolismul, displazia fibromusculară, ateroscleroza arterelor renale. 